# Niagara Falls (New York)
Niagara Falls è un comune (city) degli Stati Uniti d'America della contea di Niagara nello Stato di New York. La popolazione era di 47 993 abitanti al censimento del 2022. La città si estende sulla sponda statunitense del fiume Niagara in corrispondenza delle omonime cascate. Al di là del fiume, in territorio canadese, sorge una città chiamata anch'essa Niagara Falls. Le due città omonime sono collegate dal "Ponte dell'arcobaleno" che scavalca il fiume Niagara proprio di fronte alle cascate.

## Geografia fisica
Secondo l'Ufficio del censimento degli Stati Uniti, ha un'area totale di 16,8 mi² (43,51 km²).
La città è situata alla frontiera fra gli Stati Uniti e il Canada. Al di là del ponte sul fiume Niagara che fa da confine, c'è la città gemella di Niagara Falls, appartenente alla provincia canadese dell'Ontario.

## Storia
La città di Niagara Falls fu riconosciuta ufficialmente, dal Governatore dello Stato di New York, il 17 marzo 1892. La città fu costruita attorno alle centrali idroelettriche che erano sorte per utilizzare le acque del fiume Niagara per la produzione di energia elettrica. Attorno a questo nucleo si sviluppò una serie di industrie che utilizzavano l'energia prodotta dalle centrali.
L'arrivo dell'immigrazione europea cominciò nel XVIII secolo con l'arrivo di missionari ed esploratori. Presto si sviluppò, con l'arrivo in massa di cacciatori, il commercio delle pellicce che portò un grosso sviluppo alla città. Ora il centro storico è inserito in un parco prospiciente le cascate.
La costruzione di alberghi, bar e ristoranti, oltre che negozi di souvenir, ha trasformato l'economia cittadina in una fiorente industria del turismo, in proporzioni minori però, rispetto alla città gemella in territorio canadese, Niagara Falls, sede di grandi alberghi e casinò che ne hanno fatto una piccola Las Vegas canadese.

## Società

### Evoluzione demografica
Secondo il censimento del 2010, la popolazione era di 50 193 abitanti.
| Anno | Popolazione |
| ---- | ----------- |
| 1870 | 3 006       |
| 1880 | 3 320       |
| 1890 | 5 502       |
| 1900 | 19 457      |
| 1910 | 30 445      |
| 1920 | 50 760      |
| 1930 | 74 460      |
| 1940 | 78 020      |
| 1950 | 90 872      |

| Anno | Popolazione |
| ---- | ----------- |
| 1960 | 102 394     |
| 1970 | 85 615      |
| 1980 | 71 384      |
| 1990 | 61 840      |
| 2000 | 55 593      |
| 2010 | 50 193      |
| 2019 | 47 720      |
| 2022 | 47 993      |

- Fonte:Censimenti decenniali degli Stati Uniti d'America.[3]
- Stima 2018.[4][5]

### Etnie e minoranze straniere
Secondo il censimento del 2010, la composizione etnica della città era formata dal 70,5% di bianchi, il 21,6% di afroamericani, l'1,9% di nativi americani, l'1,2% di asiatici, lo 0% di oceaniani, lo 0,8% di altre razze, e il 3,9% di due o più etnie. Ispanici o latinos di qualunque razza erano il 3,0% della popolazione.